# Districten van Zuid-Afrika

Districten van Zuid-Afrika (sinds 2011)

Zuid-Afrika is verdeeld in 52 districten. Sinds 2005 ligt elk district in zijn geheel in één provincie en maakt elk deel van het grondgebied van Zuid-Afrika deel uit van één district.
Er zijn twee types districten:
- 8 Grootstedelijke gemeenten (metropolitan municipalities), met de steden van meer dan 500.000 inwoners en hun omgeving.
- 44 Districten (district municipalities) die op hun beurt local municipalities ofwel gemeenten omvatten.

## Indeling en nummering sinds 2011
De districten staan hieronder, per provincie, met officieel nummer (voor de districten) of drielettercode (voor grootstedelijke gemeenten)
West-Kaap
CPT - Kaapstad *
1. Weskus
2. Kaapse Wynland
3. Overberg
4. Eden
5. Sentraal-Karoo
Noord-Kaap
6. Namakwa
7. Pixley ka Seme
8. ZF Mgcawu
9. Frances Baard
45. John Taolo Gaetsewe (Kgalagadi)
Oost-Kaap
10. Sarah Baartman
NMA - Nelson Mandelabaai (Port Elizabeth) *
12. Amatole (in 2011 is Buffalo City hiervan afgesplitst)
BUF - Buffalo City * (sinds 2011)
12. Chris Hani
13. Joe Gqabi
14. O.R. Tambo
44. Alfred Nzo

Vrijstaat
16. Xhariep
MAN - Mangaung (Bloemfontein) * (sinds 2011)
18. Lejweleputswa
19. Thabo Mofutsanyane
20. Fezile Dabi
KwaZoeloe-Natal
ETH - eThekwini (Durban) *
21. Ugu
22. Umgungundlovu
23. Uthukela
24. Umzinyathi
25. Amajuba
26. Zululand
27. Umkhanyakude
28. uThungulu
29. iLembe
43. Harry Gwala
Mpumalanga
30. Gert Sibande
31. Nkangala
32. Ehlanzeni
Limpopo
33. Mopani
34. Vhembe
35. Capricorn
36. Waterberg
47. Sekhukhune
Noordwest
37. Bojanala
38. Ngaka Modiri Molema
39. Dr Ruth Segomotsi Mompati
40. Dr Kenneth Kaunda
Gauteng
EKU - Ekurhuleni (Oost-Rand) *
JHB - Johannesburg *
TSH - Tshwane (Pretoria) *
42. Sedibeng
48. West-Rand
De districten met een * zijn de grootstedelijke gemeenten van Zuid-Afrika.

## Indeling in districten 2005-2011

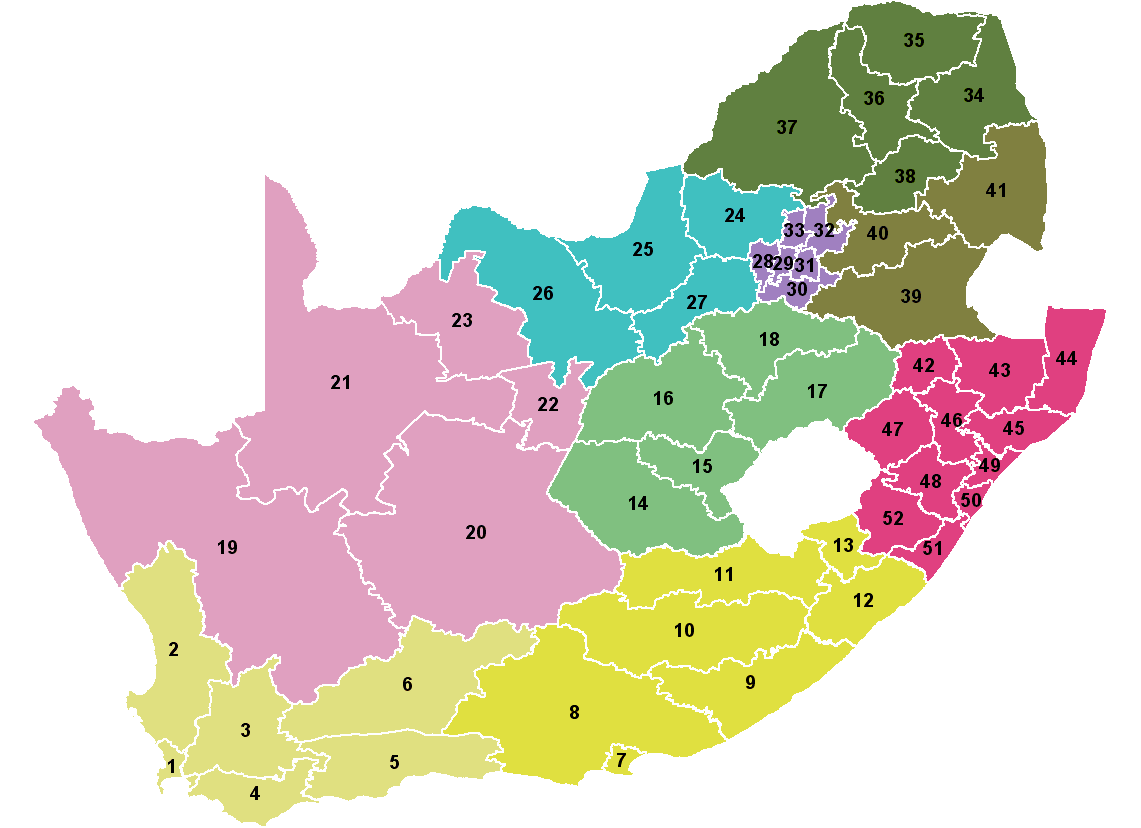
Districten van Zuid-Afrika (2006)

De bijgevoegde kaart laat de indeling zien die van 2005 tot 2011 bestond.
In 2011 kregen Buffalo City en Mangaung de status van grootstedelijke gemeente. Buffalo City werd afgesplitst van het district Amatole in Oost-Kaap (aangeduid met nummer 9 op de kaart van 2006). Het district Motheo in Vrijstaat (15 op de kaart) werd verdeeld over Mangaung en de reeds bestaande districten Xhariep en Thabo Mofutsanyane. Het district Metsweding in Gauteng (32 op de kaart) werd toegevoegd aan Tshwane.